# Кхоса
 Тази статия е за етническата група.  За езика вижте Кхоса (език).  
Кхоса (на кхоса: AmaXhosa) е народност от групата банту, обитаваща югоизточната част на Република Южна Африка (РЮА). Кхоса наброяват около 8 милиона души (2001) и говорят на езика кхоса.
Сред известните кхоса са духовникът Дезмънд Туту и президентите на РЮА Нелсън Мандела и Табо Мбеки.